# 三大影展華語電影或華人獲獎及評審履歷

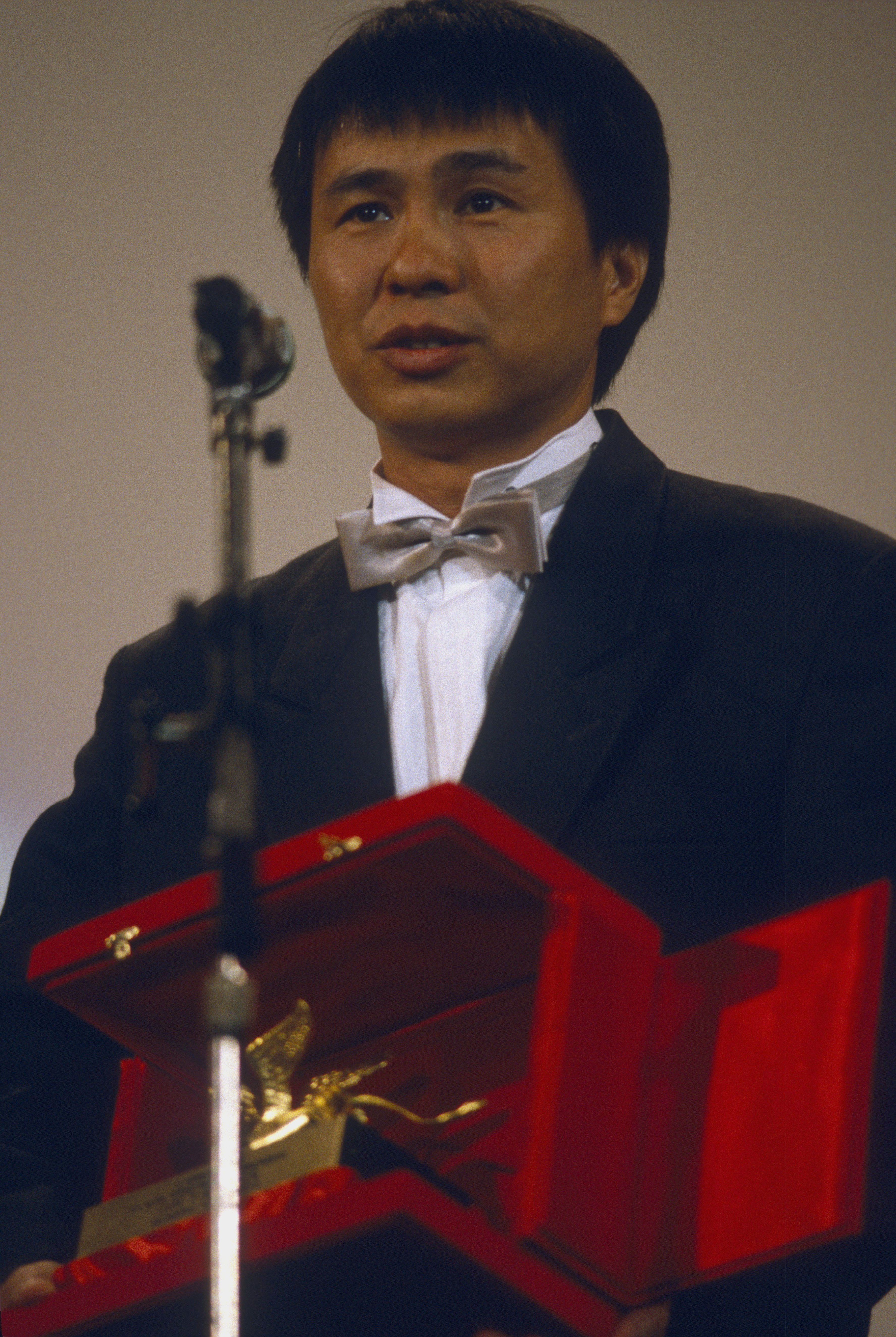
《悲情城市》導演侯孝賢獲頒威尼斯影展首獎金獅獎

坎城影展、威尼斯影展、柏林影展公認為世界三大影展（三大电影节）。本名錄列出華語電影在三大影展的獲獎概況（其中包括华人及非華人），華人以非華語電影在三大影展的獲獎概況，以及華人擔任三大影展評審的履歷。

## 坎城影展獲獎
台灣電影、香港電影、中国大陆电影各自首度入圍坎城影展正式競賽單元，分別是於1959年台灣導演田琛執導的《蕩婦與聖女》、1960年香港導演李翰祥執導的《倩女幽魂》（代表中華民國）、1982年中国大陆導演岑范执导的《阿Q正传》。以下不再列述入圍情況。
坎城影展的最高殊榮是金棕榈奖，第二大獎是評審團大獎，正式競賽單元其他獎項包括最佳導演獎、評審團獎、最佳劇本獎、最佳男演員獎、最佳女演員獎。

### 華語長片獲獎
- 台灣
- 1975年：台港導演胡金銓執導的《俠女》获（會外獎）技術大獎。
- 1993年：台灣導演侯孝賢執導的《戲夢人生》獲評審團獎。
- 1996年：台灣導演林正盛執導的《春花夢露》獲（會外獎）天主教人道精神獎（法语：Prix du jury œcuménique du Festival de Cannes）特別提及。
- 1998年：台灣導演蔡明亮執導的《洞》獲（會外獎）國際影評人費比西獎。
- 2000年：台灣導演楊德昌凭作品《一一》获最佳導演獎。
- 2000年：台灣攝影師李屏賓、香港攝影師杜可風、美術總監張叔平凭香港導演王家衛執導的《花樣年華》共獲（會外獎）技術大獎。
- 2001年：台灣錄音師杜篤之凭台灣導演侯孝賢執導的《千禧曼波》及台灣導演蔡明亮執導的《你那边几点》獲（會外獎）技術大獎。[3]
- 2015年：台灣導演侯孝賢凭作品《刺客聶隱娘》獲最佳導演獎，台灣音樂人林強凭此片獲（會外獎）坎城原聲帶獎。
- 2024年：台灣導演尹又巧與曾威量執導的《白衣蒼狗》獲金攝影機獎特別提及。
- 2025年：台灣導演鄒時擎執導的《左撇子女孩》獲（會外獎）發行資助獎。
- 中國大陸
- 1990年：中国大陆導演张艺谋执导的《菊豆》获（會外獎）路易斯—布努埃尔奖。
- 1993年：中国大陆導演陈凯歌執導的《霸王別姬》與紐西蘭電影《鋼琴別戀》並列獲金棕榈奖，為迄今唯一一部獲此殊榮的华语電影。
- 1994年：中国大陆導演张艺谋執導的《活着》获評審團大獎及（會外獎）天主教人道精神獎，葛优凴此片获最佳男演員獎。
- 1995年：中國大陸攝影師呂樂、法國影人Olivier Chiavassa[4]、調色師Bruno Patin[5]憑中国大陆導演張藝謀執導的《摇啊摇，摇到外婆桥》共获（會外獎）技術大獎。
- 1999年：中國大陸美術師屠居华憑中国大陆導演陈凯歌執導的《荊軻刺秦王》獲（會外獎）技術大獎。
- 2000年：中国大陆导演姜文執導的《鬼子来了》获評審團大獎。
- 2005年：中国大陆导演王小帅執導的《青红》获評審團獎；中國大陸朝鮮族導演張律執導的《芒种》獲（會外獎）國際影評人週ACID獎。
- 2006年：中国大陆導演王超執導的《江城夏日》獲一種注目單元最佳影片。
- 2008年：中国大陆演员汤唯凭台灣導演李安執導的《色，戒》获（會外獎）最佳新人女演员蕭邦獎（法语：Trophée Chopard）
- 2009年：中国大陆编剧梅峰憑中國大陸导演娄烨执导的《春風沉醉的夜晚》获最佳劇本獎。
- 2013年：中国大陆导演賈樟柯憑作品《天注定》获最佳劇本獎。
- 2024年：中國大陸導演管虎執導的《狗陣》獲一種注目單元最佳影片，（狗）小辛凴此片獲（會外獎）狗狗金棕櫚獎（法语：Palme Dog）評審團大獎。
- 2025年：中国大陆导演畢贛憑作品《狂野時代》获評審團特別獎。
- 香港
- 1962年：香港導演李翰祥執導的《楊貴妃》獲（會外獎）技術大獎（室內彩色電影攝製技術特別獎）（代表中華民國[2]）。
- 1975年：台港導演胡金銓執導的《俠女》获（會外獎）技術大獎。
- 1997年：香港導演王家衛凭作品《春光乍洩》获最佳導演獎。[6]
- 2000年：香港演員梁朝偉凭香港導演王家衛執導的《花樣年華》获最佳男演員獎，美術總監張叔平、攝影師杜可風、台灣攝影師李屏賓凭此片共獲（會外獎）技術大獎。
- 其他
- 2013年：新加坡導演陳哲藝執導的《爸媽不在家》獲金攝影機獎。
- 2024年：美國導演曾佩裕執導的《藍色太陽宮》獲（會外獎）法式風格評審團獎。

### 華人以非華語長片獲獎
- 2002年：泰國導演阿比查邦·魏拉希沙可執導的《極樂森林（英语：Blissfully Yours）》獲一種注目大獎。[7]
- 2004年：泰國導演阿比查邦·魏拉希沙可執導的《熱帶幻夢》獲評審團獎。[7]
- 2004年：香港演員張曼玉凭法國導演奥利维耶·阿萨亚斯執導的获最佳女演员奖。
- 2010年：泰國導演阿比查邦·魏拉希沙可執導的《波米叔叔的前世今生》獲金棕櫚獎。[7][8]
- 2017年：美國導演趙婷執導的《再生騎士》獲（會外獎）C.I.C.A.E.（英语：International Confederation of Art Cinemas）獎。[9]
- 2021年：泰國導演阿比查邦·魏拉希沙可執導的《記憶》獲評審團獎。[7][8]
- 2023年：马来西亚導演余修善執導的《虎紋少女》獲（會外獎）影評人週大獎（法语：Grand prix de la Semaine de la critique）。[10]
- 2025年：泰國導演林金偉執導的《有用的鬼》獲（會外獎）影評人週大獎（法语：Grand prix de la Semaine de la critique）。

## 威尼斯影展獲獎
威尼斯影展的最高殊榮是金獅獎，2013年起第二大獎是評審團大獎，正式競賽單元其他獎項還有各式銀獅獎、金奧賽拉獎、沃爾庇杯等。

### 華語長片獲獎
- 台灣
- 1989年：台灣导演侯孝賢执导的《悲情城市》获金獅獎，为首部获此殊荣的華語影片暨台湾電影，亦獲（會外獎）聯合國教科文組織獎。
- 1994年：台灣导演蔡明亮执导的《爱情万岁》获金獅獎及（會外獎）國際影評人費比西獎。
- 2002年：台灣導演鄭文堂執導的《夢幻部落》獲（會外獎）國際影評人週（義大利語：Settimana internazionale della critica (Venezia)）大獎。
- 2003年：台灣導演蔡明亮執導的《不散》獲（會外獎）國際影評人費比西獎。
- 2006年：台灣導演蔡明亮執導的《黑眼圈》獲（會外獎）電影未來獎之和平電影獎。
- 2007年：台灣导演李安执导的《色，戒》获金獅獎[11]，墨西哥攝影師Rodrigo Prieto凴此片獲金奧塞拉技術貢獻獎（攝影）；台灣導演林靖傑執導的《最遙遠的距離》獲（會外獎）國際影評人週大獎。
- 2013年：台灣导演蔡明亮执导的《郊遊》獲評審團大獎。
- 2016年：台灣導演趙德胤執導的《再見瓦城》獲威尼斯日（英语：Giornate degli Autori）（會外獎）歐洲電影聯盟最佳影片獎。[12]
- 2023年：台灣導演李鴻其執導的《愛是一把槍》獲未來之獅獎（義大利語：Leone del futuro - Premio Venezia opera prima "Luigi De Laurentiis"）。[13]
- 中國大陸
- 1991年：中國大陸導演张艺谋執導的《大红灯笼高高挂》獲銀獅獎及（會外獎）國際影評人費比西獎。
- 1992年：中国大陆导演张艺谋执导的《秋菊打官司》获金獅獎，为中國大陸首部获此殊荣的影片，中国大陆演员巩俐凭此片获沃爾庇杯最佳女演員獎。
- 1994年：中国大陆演员夏雨凭中国大陆导演姜文執導的《阳光灿烂的日子》获沃爾庇杯最佳男演員獎。
- 1999年：中国大陆导演张艺谋执导的《一个都不能少》获金獅獎；中国大陆导演張元憑作品《过年回家》獲最佳導演銀獅獎。
- 2000年：中國大陸導演贾樟柯執導的《站台》獲（會外獎）亞洲電影促進聯盟獎（英语：NETPAC Award）。
- 2006年：中国大陆导演贾樟柯执导的《三峡好人》获金獅獎；中国大陆导演劉杰執導的《馬背上的法庭》獲地平線獎。
- 2007年：中國大陸導演賈樟柯執導的《无用》獲地平線單元最佳紀錄片獎。
- 2009年：中國大陸導演杜海滨（法语：Du Haibin）執導的《1428》獲地平線單元最佳紀錄片獎。
- 2011年：中国大陆导演蔡尚君憑作品《人山人海》獲最佳導演银狮奖。
- 2012年：中国大陆导演王兵執導的《三姊妹（英语：Three Sisters (2012 film)）》獲地平線單元最佳影片獎。
- 2015年：中國大陸導演趙亮執導的《悲兮魔兽》獲（會外獎）天主教文化獎、綠色水滴環保電影獎（義大利語：Green Drop Award）。
- 2016年：中国大陆导演王兵憑作品《苦錢（法语：Argent amer）》獲地平線單元最佳劇本獎。
- 香港
- 1994年：香港攝影師杜可風凴香港導演王家卫執導的《东邪西毒》獲金奧塞拉技術貢獻獎（攝影）。
- 2000年：香港導演徐克執導的《順流逆流（英语：Time and Tide (2000 film)）》獲（會外獎）未來數碼電影獎。
- 2002年：香港導演陈果執導的《人民公廁》獲逆流單元聖馬可獎特別提及。
- 2005年：香港導演關錦鵬執導的《長恨歌》獲（會外獎）歐洲藝術交流獎。
- 2011年：香港演员葉德嫻凭香港导演許鞍華執導的《桃姐》获沃爾庇杯最佳女演員獎，此片亦獲（會外獎）天主教文化獎榮譽提及、平等機會獎。
- 2019年：台港導演楊凡憑作品《繼園臺七號》獲最佳劇本獎。
- 其他
- 2023年：馬來西亞導演張吉安凴作品《五月雪》獲（會外獎）電影藝術獎特別提及。[14]

### 華人以非華語長片獲獎
- 2005年：臺灣导演李安执导的《斷背山》获金獅獎。[11]
- 2017年：美國導演艾未未執導的《人流》獲（會外獎）公平待遇電影獎特別提及、CICT-聯合國教科文組織獎、聯合國兒童基金會電影獎、人權電影網絡獎特別提及，艾未未凴此片亦獲米莫·羅泰拉基金會獎。[15]
- 2018年：美國导演程力執導的《喬澀的模樣（英语：José (film)）》獲（會外獎）酷兒獅獎。
- 2020年：美國導演趙婷執導的《游牧人生》獲金獅獎及（會外獎）天主教文化獎特別提及[16]、公平待遇電影獎[17]。

### 兩岸四地非華人以非華語長片獲獎
- 2018年：中国大陆藏人导演万玛才旦憑以藏語為主的作品《撞死了一只羊》獲地平線單元最佳劇本獎。

### 終身成就獎
- 2009年：臺灣導演李安獲（會外獎）終身成就酷兒獅獎（此獎首位暨迄今惟一得主）。[18]
- 2010年：香港導演吴宇森獲终身成就金狮奖。
- 2020年：香港導演許鞍華獲終身成就金狮奖。
- 2023年：香港演員梁朝偉獲終身成就金狮奖。

## 柏林影展获奖
柏林影展的最高殊榮是金熊奖，第二大獎是評審團大獎銀熊獎，正式競賽單元其他獎項還有各式银熊奖以及於2020年廢止的亞佛雷德鮑爾獎。

### 華語長片獲獎
- 台灣
- 1986年：臺灣導演侯孝賢執導的《童年往事》獲新電影論壇單元（會外獎）國際影評人費比西獎。
- 1993年：臺灣導演李安執導的《囍宴》與中國大陸電影《香魂女》并列获金熊奖[11]，为台湾首部获此殊荣的影片；臺灣導演賴聲川執導的《暗戀桃花源》獲青年電影論壇（會外獎）卡里加利獎（德语：Caligari Filmpreis）。
- 1996年：臺灣導演楊德昌執導的《麻將》獲亞佛雷德鮑爾獎榮譽提及。
- 1997年：臺灣導演蔡明亮執導的《河流》獲評審團大獎銀熊獎及（會外獎）國際影評人費比西獎；臺灣導演徐小明執導的《望鄉》獲新電影論壇單元（會外獎）天主教人道精神獎（法语：Prix du jury œcuménique de la Berlinale）。
- 2001年：臺灣導演林正盛憑作品《愛你愛我》獲最佳导演银熊奖。
- 2002年：臺灣導演何平執導的《挖洞人（英语：The Rule of the Game）》獲（會外獎）唐吉軻德獎。
- 2005年：臺灣導演蔡明亮執導的《天邊一朵雲》獲亞佛雷德鮑爾獎、傑出個人成就銀熊獎及（會外獎）國際影評人費比西獎。
- 2007年：臺灣導演周美玲執導的《刺青》獲（會外獎）泰迪熊奖最佳影片獎。
- 2008年：臺灣導演陳芯宜執導的《流浪神狗人》獲（會外獎）《每日鏡報》讀者評審獎（德语：Preis der Tagesspiegel-Leserjury）。[19]
- 2010年：臺灣導演陳駿霖執導的《一頁台北》獲（會外獎）亞洲電影促進聯盟獎（英语：NETPAC Award）。
- 2015年：臺灣導演張作驥執導的《醉·生夢死》獲（會外獎）泰迪熊獎讀者獎。
- 2016年：臺灣攝影師李屏賓憑中國大陸導演楊超執導的 《长江图》獲傑出藝術貢獻銀熊獎（攝影）。
- 2017年：臺灣導演黃惠偵執導的《日常對話》獲（會外獎）泰迪熊獎最佳紀錄片獎。
- 2020年：臺灣導演蔡明亮執導的《日子》獲（會外獎）泰迪熊獎評審團獎。
- 中國大陸
- 1988年：中国大陆导演张艺谋执导的《红高粱》获金熊奖，为首部获此殊荣的華語影片。
- 1989年：中国大陆导演吴子牛執導的《晚鐘（英语：Evening Bell）》獲評審團大獎銀熊獎。
- 1990年：中國大陸導演谢飞憑作品《本命年》獲傑出個人成就銀熊獎。
- 1993年：中国大陆导演谢飞执导的《香魂女》與台灣電影《囍宴》并列获金熊奖；中国大陆導演宁瀛執導的《找樂》、張元執導的《媽媽（英语：Mama (1990 film)）》並列獲論壇單元（會外獎）國際影評人費比西獎。
- 1995年：中國大陸導演李少红執導的《紅粉（英语：Blush (1995 film)）》視覺設計團隊全體獲傑出個人成就銀熊獎。
- 1998年：中國大陸導演贾樟柯執導的《小武》獲（會外獎）亞洲電影促進聯盟獎及論壇單元沃尔夫冈·斯道奖。[20]
- 2000年：中国大陆导演张艺谋执导的《我的父亲母亲》獲評審團大獎銀熊獎及（會外獎）天主教人道精神獎。
- 2001年：中国大陆导演王小帅執導的《十七岁的单车》獲評審團大獎銀熊獎。
- 2003年：中国大陆导演张艺谋执导的《英雄》獲亞佛雷德鮑爾獎；中国大陆导演李楊憑作品《盲井》獲傑出藝術貢獻銀熊獎。
- 2005年：中国大陆導演顧長衛執導的《孔雀》獲評審團大獎銀熊獎；中國大陸導演劉伽茵執導的《牛皮（英语：Oxhide）》獲論壇單元（會外獎）國際影評人費比西獎。
- 2007年：中国大陆导演王全安执导的《图雅的婚事》获金熊奖及（會外獎）天主教人道精神獎。
- 2008年：中国大陆导演王小帅憑作品《左右》獲最佳劇本銀熊獎。
- 2010年：中国大陆編劇王全安與金娜憑王全安執導的《團圓》共获最佳劇本銀熊獎。
- 2014年：中国大陆导演刁亦男执导的《白日焰火》获金熊奖，中国大陆演员廖凡凭此片获最佳男演員銀熊獎；中国大陆攝影師曾剑憑中國大陸導演娄烨執導的《推拿》獲傑出藝術貢獻銀熊獎（攝影）。
- 2018年：中国大陆導演胡波執導的《大象席地而坐》獲GWFF最佳首部電影（法语：Prix du meilleur premier film de la Berlinale）評審團特別提及與論壇單元（會外獎）國際影評人費比西獎。
- 2019年：中国大陆演员王景春与咏梅凭中国大陆导演王小帅執導的《地久天长》分别获最佳男演員銀熊獎与最佳女演員銀熊獎；中國大陸导演相梓執導的《再见 南屏晚钟（英语：A Dog Barking at the Moon）》獲（會外獎）泰迪熊獎評審團獎。
- 2024年：中國大陸導演邱陽執導的《空房間裡的女人》獲邂逅單元評審團特別獎；中國大陸導演瞿尤嘉執導的《開始的槍》獲新世代青年單元最佳影片水晶熊獎特別提及。
- 2025年：中國大陸導演霍猛執導的《生息之地》獲最佳導演銀熊獎；中國大陸導演景一執導的《植物學家》獲新世代兒童單元國際評審團最佳影片獎。
- 香港
- 1984年：香港導演方育平執導的《半邊人》獲（會外獎）C.I.C.A.E.（英语：International Confederation of Art Cinemas）獎、天主教人道精神獎榮譽提及。
- 1990年：香港導演舒琪執導的《沒有太陽的日子》獲新電影論壇單元（會外獎）天主教人道精神獎。
- 1992年：香港演员張曼玉凭香港导演關錦鵬執導的《阮玲玉》获最佳女演員銀熊獎。
- 1995年：香港演员蕭芳芳凭香港导演許鞍華執導的《女人四十》获最佳女演員銀熊獎，此片亦獲（會外獎）天主教人道精神獎。
- 1996年：香港導演嚴浩執導的《太陽有耳（英语：The Sun Has Ears）》獲最佳导演银熊奖及（會外獎）國際影評人費比西獎。
- 1998年：香港導演關錦鵬執導的《愈快乐愈堕落》獲亞佛雷德鮑爾獎及（會外獎）泰迪熊獎最佳影片獎。
- 2006年：香港音樂人金培達憑香港导演彭浩翔執導的《伊莎貝拉》獲最佳音樂銀熊獎。
- 2010年：香港導演羅啟銳執導的《歲月神偷》獲新世代兒童單元最佳影片水晶熊獎（德语：Gläserner Bär）。
- 2024年：香港導演楊曜愷執導的《從今以後》獲（會外獎）泰迪熊獎最佳影片獎。[21]
- 其他
- 2012年：德國攝影師盧茨·賴特邁爾（德语：Lutz Reitemeier）憑中國大陸導演王全安執導的《白鹿原》獲傑出藝術貢獻銀熊獎（攝影）。

### 華人以非華語長片獲獎
- 1994年：美國导演曾奕田执导的《走出槍口（英语：Coming Out Under Fire）》获（會外獎）泰迪熊獎最佳紀錄片獎。
- 1995年：美國導演王穎執導的《煙（英语：Coming Out Under Fire）》获評審團大獎銀熊獎及（會外獎）國際影評人費比西獎。
- 1996年：臺灣导演李安执导的《理性與感性》获金熊奖。[11]
- 2025年：加拿大導演陳樂施執導的《王洛埃，未竟之作（英语：Lloyd Wong, Unfinished）》获最佳短片金熊獎（英语：Golden Bear for Best Short Film）與（會外獎）泰迪熊獎最佳短片。

### 兩岸四地非華人以非華語長片獲獎
- 2010年：中國大陸朝鮮族導演張律執導的《圖們江》獲新世代青年單元評審團特別提及。

## 坎城影展華人評審
以下華人獲邀擔任坎城影展競賽片項目評審：
- 台灣
- 2001年：台湾導演楊德昌；
- 2009年：台湾演員舒淇；[11]
- 2013年：台灣导演李安；[22]
- 2018年：台灣演員張震；[23]
- 中國大陸
- 1997年：中國大陆演員鞏俐；
- 1998年：中國大陆導演陳凱歌；
- 2003年：中國大陆導演姜文；[24]
- 2006年：中国大陸演員章子怡；[11]
- 2014年：中國大陆导演贾樟柯；
- 2017年：中国大陆演员范冰冰；
- 香港
- 2002年：香港演员杨紫琼；
- 2004年：香港導演徐克；[25]
- 2005年：香港導演吳宇森；[26]
- 2006年：香港導演王家衛—评審团主席（首位擔任此職的華人）；[6]
- 2007年：香港演員張曼玉；
- 2011年：香港導演杜琪峰；香港電影製片人施南生；[25]
- 其他
- 2008年：泰國導演阿比查邦·魏拉希沙可。

### 其他單元評審或評審團團主席
- 2005年：台灣導演楊德昌担任电影基石（及短片竞赛）评审团主席；[26]
- 2007年：中國大陸導演贾樟柯擔任電影基石（及短片競賽）評審團主席；
- 2008年：台湾导演侯孝賢擔任电影基石（及短片竞赛）评审团主席。
- 2012年：香港導演、攝影余力為擔任电影基石（及短片竞赛）评审。

## 威尼斯影展华人评审
以下華人獲邀擔任威尼斯影展競賽片項目評審：
- 台灣
- 2004年：台湾演员徐枫；
- 2009年：台灣导演李安—评审团主席；
- 2015年：台湾导演侯孝賢；
- 2017年：台湾导演楊凡；
- 2018年：台湾演员張艾嘉；
- 2023年：台湾演员舒淇；[13]
- 中國大陸
- 1989年：中国大陆导演谢晋；
- 1993年：中国大陆导演陈凯歌；
- 2002年：中国大陆演员巩俐—评审团主席（首位擔任此職的华人）；
- 2005年：中国大陆编剧阿城；
- 2007年：中国大陆导演张艺谋—评审团主席；
- 2013年：中国大陆导演姜文；
- 2016年：中国大陆演员趙薇；
- 2024年：中国大陆演员章子怡；
- 香港
- 1999年：香港演员張曼玉；
- 2003年：香港导演許鞍華；
- 2008年：香港导演杜琪峯；[25]
- 2012年：香港导演陳可辛；
- 其他
- 2014年：美国演员陈冲；
- 2021年：美國导演趙婷。

### 其他單元評審或評審團主席
- 2003年：臺灣演員、導演劉若英擔任逆流而上競賽單元評審。[27]
- 2023年：臺灣導演陳芯宜擔任沉浸式競賽單元評審團主席。[13]

## 柏林影展华人评审
以下華人獲邀擔任柏林影展競賽片項目評審：
- 台灣
- 1992年：台湾演员張艾嘉；
- 1994年：台湾演员徐枫；
- 1995年：台湾导演蔡明亮；
- 2008年：台湾演员舒淇；[11]
- 中國大陸
- 1983年：中国大陆编剧黄宗江；
- 1989年：中国大陆导演陈凯歌；[28]
- 1993年：中国大陆导演张艺谋；
- 1995年：中国大陆演员斯琴高娃；
- 1997年：中国大陆导演宁瀛；
- 2000年：中国大陆演员巩俐—评审团主席（首位擔任此職的华人）；
- 2001年：中国大陆导演谢飞；
- 2010年：中国大陆演员余男；
- 2017年：中国大陆导演王全安；
- 2025年：中国大陆演员范冰冰；
- 香港
- 1996年：香港导演許鞍華；
- 1997年：香港演员張曼玉；
- 1998年：香港演员張國榮；香港影评人李焯桃；
- 1999年：香港演员杨紫琼；
- 2007年：香港制片人施南生；
- 2013年：香港导演王家衛—评审团主席；
- 2014年：香港演员梁朝偉；
- 2023年：香港导演杜琪峯；
- 2024年：香港導演許鞍華；
- 其他
- 1996年：美国演员陈冲；
- 2005年：美国演员白灵；
- 2009年：美国导演王颖。